# Silviu Petrescu
Silviu Petrescu  est un arbitre canadien de soccer né le 6 octobre 1968 en Roumanie. Chauffeur de taxi à Waterloo en Ontario, il officie en MLS et pour l'ACS dans le championnat canadien depuis 2008.

## Carrière
Petrescu nait et grandit en Roumanie, où il débute l'arbitrage en 1987. Arbitre en deuxième division roumaine, sa promotion en première division est bloqué. 
Il décide alors en 1995 d'émigrer au Canada avec sa femme.

## Récompense
- Arbitre de l'année 2012 en MLS